# UNED

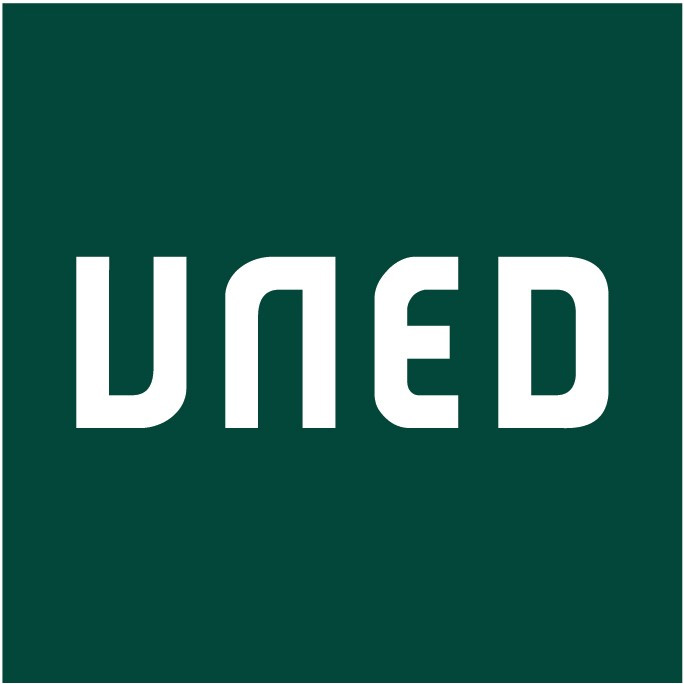
Logo

UNED, afkorting van Universidad Nacional de Educación a Distancia (vrij vertaald: 'Nationale Open Universiteit') is een openbare instelling voor afstandsonderwijs in Spanje, vergelijkbaar met de Nederlandse Open Universiteit.
In 1972 werd de UNED opgericht naar het voorbeeld van de Britse Open University. Het doel van de instelling werd het bieden van kans op hoger onderwijs voor iedereen.
Momenteel heeft de UNED 61 afdelingen door heel Spanje. Verder zijn er zo'n twintig regionale centra verdeeld over de hele wereld. De UNED is onder andere gevestigd in Brussel, Buenos Aires, Londen, New York en Tokio.